# Socotrabuizerd
De socotrabuizerd (Buteo socotraensis) is een roofvogel uit de familie der havikachtigen (Accipitridae). Het voorkomen van een soort buizerd op het eiland Socotra was al meer dan honderd jaar bekend. Uit DNA-onderzoek gepubliceerd in 2000 bleek al dat dit geen ondersoort was van de gewone buizerd. De wetenschappelijke naam werd echter pas in 2010 gepubliceerd.

## Kenmerken
Deze buizerd is gemiddeld 50 cm lang en weegt ongeveer een kilo. De soort lijkt sterk op de gewone buizerd. Er zijn slechts subtiele biometrische verschillen en vooral verschillen in het DNA.

## Verspreiding en leefgebied
Deze soort is endemisch op Socotra, een kleine archipel in de Indische Oceaan. Het leefgebied ligt in rotsig heuvelland tussen de 150 en 800 meter boven zeeniveau.

## Status
De socotrabuizerd heeft een beperkt verspreidingsgebied en daardoor is de kans op uitsterven aanwezig. De grootte van de populatie werd in 2022 door BirdLife International geschat op 250 tot 500 volwassen individuen. De populatie-aantallen nemen af door habitatverlies. Het leefgebied wordt aangetast door ontbossing, wegenaanleg en intensief agrarisch gebruik (beweiding). Om deze redenen staat deze soort als kwetsbaar op de Rode Lijst van de IUCN.